# محمد ابراهیم (بازیکن فوتبال، زاده ۱۹۹۷)
محمد ابراهیم (بنگالی: মোহাম্মাদ ইব্রাহিম؛ زادهٔ ۷ اوت ۱۹۹۷) بازیکن فوتبال اهل بنگلادش است.
از باشگاه‌هایی که در آن بازی کرده است می‌توان به باشگاه فوتبال باشوندارا کینگز اشاره کرد.
وی همچنین در تیم‌های ملی فوتبال  زیر ۲۳ سال بنگلادش و بنگلادش بازی کرده است.